# 邁可·列維特
邁可·列維特（英語：Michael Levitt；希伯來語：‎；1947年5月9日—），FRS，是一名出生於南非的犹太裔生物物理學家，也是史丹佛大學結構生物學教授，自1987年以來一直擔任該職位。列維特因「開發複雜化學系統的多尺度模型」而與马丁·卡普拉斯 (Martin Karplus) 和阿里耶·瓦舍尔 (Arieh Warshel) 一起獲得2013年諾貝爾化學獎。2018年，萊維特是《生物醫學資料科學年度評論》的創始聯合編輯。

## 早年生活和教育
邁可·萊維特出生於南非比勒陀利亞的一個來自立陶宛普倫蓋的猶太家庭。 他的父親來自立陶宛，母親來自捷克共和國。1960年至1962年間，他就讀於Sunnyside小學，然後進入比勒陀利亞男子高中。在他15歲時，全家搬到了英國。 萊維特於1963年在比勒陀利亞大學學習應用數學。 他就讀於倫敦國王學院，於1967年畢業，獲得物理學一等榮譽學位。
1967年，他首次訪問以色列。 他和他的以色列妻子麗娜（Rina, 多媒體藝術家） 一起前往剑桥大学學習，他們的三個孩子在那裡出生。 萊維特是剑桥大学彼得学院計算生物學的博士生，1968年至1972年在分子生物学实验室 (LMB)工作，在那裡他開發了一個用於研究分子構象的計算機程序，為他後來的大部分工作奠定了基礎。

## 職業和研究
1979年，他返回以色列，在雷霍沃特的魏茨曼科學研究所進行研究，並於1980年成為以色列公民。1985 年，他在以色列國防軍服役六週。1986年，他開始在史丹佛大學任教，從那時起，他的時間就分散在以色列和加利福尼亞之間。 他隨後獲得了劍橋大學岡維爾與凱斯學院的研究獎學金。
1980年至1987年，他擔任雷霍沃特魏茨曼科學研究所化學物理學教授。 此後，他擔任加州史丹佛大學結構生物學教授。。列維特的研究專長為計算生物學。
- 英國皇家學會交流研究員，以色列魏茨曼研究所，1967–68年[26]
- 劍橋分子生物学实验室研究員，1973–80年
- 魏茨曼研究所化學物理教授，1980-87年（系主任，1980-83年）
- 史丹佛大學結構生物學教授，1987年至今

列維特是最早對 DNA 和蛋白質進行分子動力學模擬的研究人員之一，並為此開發了第一個軟體。他目前因開發預測大分子結構的方法而聞名，曾參加過許多蛋白质结构预测技术的关键测试（Critical Assessment of protein Structure Prediction，CASP）競賽， 在競賽中，他批評分子動力學無法精煉蛋白質結構。
他還是世界顶尖科学家协会副主席、复旦大学复杂体系多尺度研究院名誉院长。

## 獎項及榮譽
- 1983年，當選為欧洲分子生物学组织(EMBO)會員。
- 2001年，當選為英國皇家學會 (FRS) 院士[33]。
- 2002年，當選為美國國家科學院院士[34]，
- 2013年，獲得諾貝爾化學獎，與馬丁·卡普拉斯、和阿里耶·瓦舍爾因「為複雜化學系統創造了多尺度模型」共同獲獎[35]。
- 2014年，獲得 DeLano 計算生物科學獎[36]。
- 2015年，當選國際計算生物學會ISCB Fellow[6][37]。

## 個人生活
萊維特擁有南非、美國、英國和以色列公民身分。
他的妻子麗娜於2017年1月23日去世。
他是十年內第六位獲得諾貝爾化學獎的以色列人。

## 企業活動
萊維特曾在以下公司的科學顧問委員會 (Scientific Advisory Boards) 任職：
- Oplon Ltd
- Cocrystal Discovery
- StemRad, Ltd
- Cengent Therapeutics, Inc

## 参見
- 猶太人諾貝爾獎得主列表
- 以色列诺贝尔奖得主列表

## 外部連結
- （英文）Michael Levitt - Facts （页面存档备份，存于）

| 獎項                                       | 獎項                                                          | 獎項                                             |
| ------------------------------------------ | ------------------------------------------------------------- | ------------------------------------------------ |
| 前任者： 布赖恩·科比尔卡 罗伯特·莱夫科维茨 | 诺贝尔化学奖获得者 2013 與马丁·卡普拉斯 阿里耶·瓦舍尔同時在任 | 繼任者： 艾力克·貝齊格 斯特凡·赫尔 威廉·莫尔纳尔 |